# Ragadia crisia
Ragadia crisia är en fjärilsart som beskrevs av Jacob Hübner 1832. Ragadia crisia ingår i släktet Ragadia och familjen praktfjärilar. Inga underarter finns listade.